# Знаменский (Оренбургская область)
Знаменский — упразднённый посёлок в Оренбургском районе Оренбургской области. На момент упразднения входил в состав сельского поселения Чебеньковского сельсовета. Исключен из учётных данных в 1999 году.

## География
Посёлок располагался в вершине оврага Казённая Лощина, на расстоянии, примерно, 3 километр к югу от посёлка Бакалка.

## История
Населённый пункт возник как одно из производственных отделений совхоза имени Каширина (в 1937 году переименован в совхоз «Чебеньковский»).
В 1966 году Указом Президиума ВС РСФСР посёлок отделения № 3 совхоза «Чебеньковский» переименован в Знаменский.
Постановление Законодательного Собрания Оренбургской области от 19.02.1999 № 209/39-ПЗС посёлок исключен из учётных данных.